# Бадкон ле Пен
Бадкон ле Пен (фр. Badecon-le-Pin) насеље је и општина у централној Француској у региону Центар (регион), у департману Ендр која припада префектури la Châtre.
По подацима из 2011. године у општини је живело 757 становника, а густина насељености је износила 76,62 становника/km². Општина се простире на површини од 9,88 km². Налази се на средњој надморској висини од 200 метара (максималној 259 m, а минималној 111 m).

## Демографија
| 1962. | 1968. | 1975. | 1982. | 1990. | 1999. | 2011. |
| ----- | ----- | ----- | ----- | ----- | ----- | ----- |
| 561   | 578   | 596   | 523   | 595   | 696   | 757   |

График промене броја становника у току последњих година